# Bahnhof Nürnberg Ost
Der Bahnhof Nürnberg Ost (auch Nürnberg Ostbahnhof) liegt an der Bahnstrecke Nürnberg–Cheb (Eger) sowie dem Ringbahn-Abzweig Richtung Dutzendteich und befindet sich im Osten der Stadt im Stadtteil St. Jobst. Er verfügt heute (2022) über fünf Durchgangsgleise, wovon vier an zwei je 332 m lange und 38 cm hohe Mittelbahnsteige angeschlossen sind. Bedient wird der Bahnhof von den Regionalbahnlinien RB 30 (Nürnberg – Neuhaus) und RB 31 (Nürnberg – Simmelsdorf-Hüttenbach), der Güterverkehr wurde Ende der 1990er Jahre eingestellt. Vor dem Bahnhof befindet sich eine Haltestelle der Straßenbahnlinie 8.

## Geschichte
Die Station wurde am 15. Juli 1877 unter dem Namen St. Jobst durch die Königlich Bayerischen Staatseisenbahnen zusammen mit dem Streckenabschnitt Nürnberg – Schnabelwaid der heutigen Bahnstrecke Nürnberg–Cheb eröffnet. Die Umbenennung in Nürnberg Ost erfolgte 1885. Von Anfang an gab es eine Güterabfertigung, die durch die Eröffnung der Ringbahn-Abzweige nach Nürnberg Nord (1. Juli 1899) und Nürnberg-Dutzendteich (1. Mai 1900) weiter ausgebaut wurde. Das südlich der Gleise gelegene Stationsgebäude des Güterbahnhofes von 1877, ein dreigeschossiger Sandsteinquaderbau mit einem Walmdach, steht unter Denkmalschutz. Beim Luftangriff vom 2. Januar 1945 wurde das nördliche Empfangsgebäude vollständig zerstört und später durch einen Betonzweckbau ersetzt. 1985 befand sich im Bahnhof ein Teil der Veranstaltungen zum Jubiläum „150 Jahre Deutsche Eisenbahnen“. Ende der 1990er Jahre wurde der Güterverkehr in Nürnberg Ost aufgegeben und die Güteranlagen zurückgebaut. Von den einst neun Güteranschlüssen ist heute nur noch der nicht mehr genutzte Anschluss zur aufgelösten Nürnberger Dienststelle der Bundesmonopolverwaltung für Branntwein vorhanden.
Zum 1. März 1993 löste die Deutsche Bundesbahn den Status des Bahnhof als Hauptdienststelle auf. Er wurde dem Bahnhof Nürnberg-Dutzendteich zugeordnet.

## Verbindungsübersicht

### Regionalverkehr
Der Bahnhof wird durch DB Regio Bayern mit zwei Regionalbahnlinien bedient. Beide sind Teil der Mittelfrankenbahn und werden mit Dieseltriebwagen des Typs Alstom Coradia LINT 41 (Baureihe 648) und LINT 54 (Baureihe 622) gefahren.
| Linie                    | Laufweg | Frequenz                       |
| ------------------------ | --- | ------------------------------ |
| RB30                     | Nürnberg Hbf – Nürnberg Ost – Lauf (r Pegnitz) – Neunkirchen a Sand – Hersbruck (r Pegnitz) – Neuhaus (Pegnitz) | Stundentakt (+ HVZ-Verstärker) |
| RB31                     | Nürnberg Hbf – Nürnberg Ost – Lauf (r Pegnitz) – Neunkirchen a Sand – Simmelsdorf-Hüttenbach                    | Stundentakt (wochentags)       |
| Stand: 15. Dezember 2024 | |                                |

### Straßenbahn
| Linie              | Verlauf | Takt                                       |
| ------------------ | --- | ------------------------------------------ |
| Straßenbahnlinie 8 | Doku-Zentrum – Luitpoldhain – Meistersingerhalle – Platz der Opfer des Faschismus – Holzgartenstraße – Wodanstraße – Schweiggerstraße – Widhalmstraße – Hauptbahnhof – Marientor – Wöhrder Wiese – Rathenauplatz – Stresemannplatz – Deichslerstraße – Tauroggenstraße – Tafelhalle – Ostbahnhof – Thumenberger Weg – Platnersberg – Erlenstegen Stand: Fahrplanwechsel Dezember 2024 | 10 min (werktags) 20 min (sonn-/feiertags) |

## Bilder

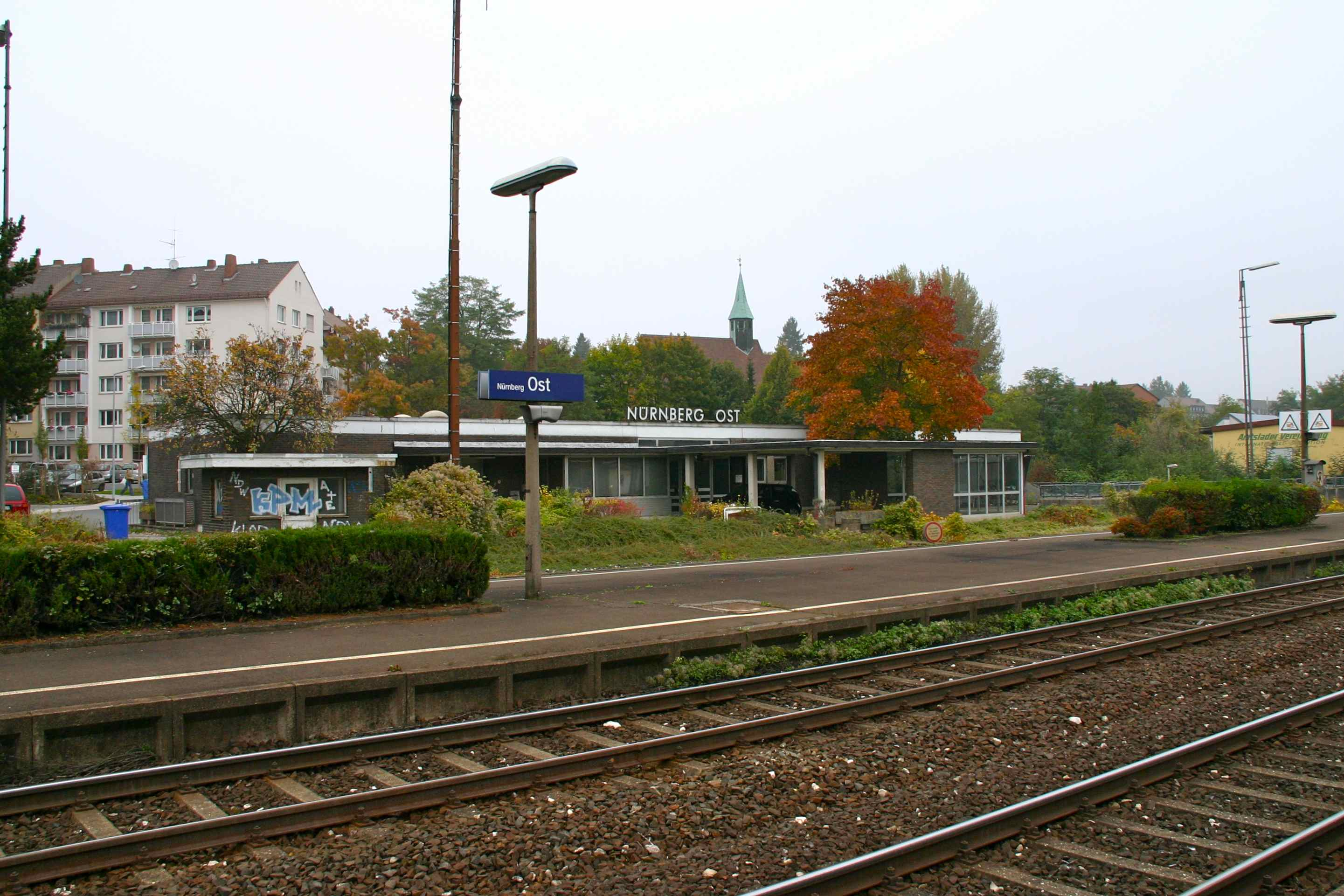
Empfangsgebäude (2010)
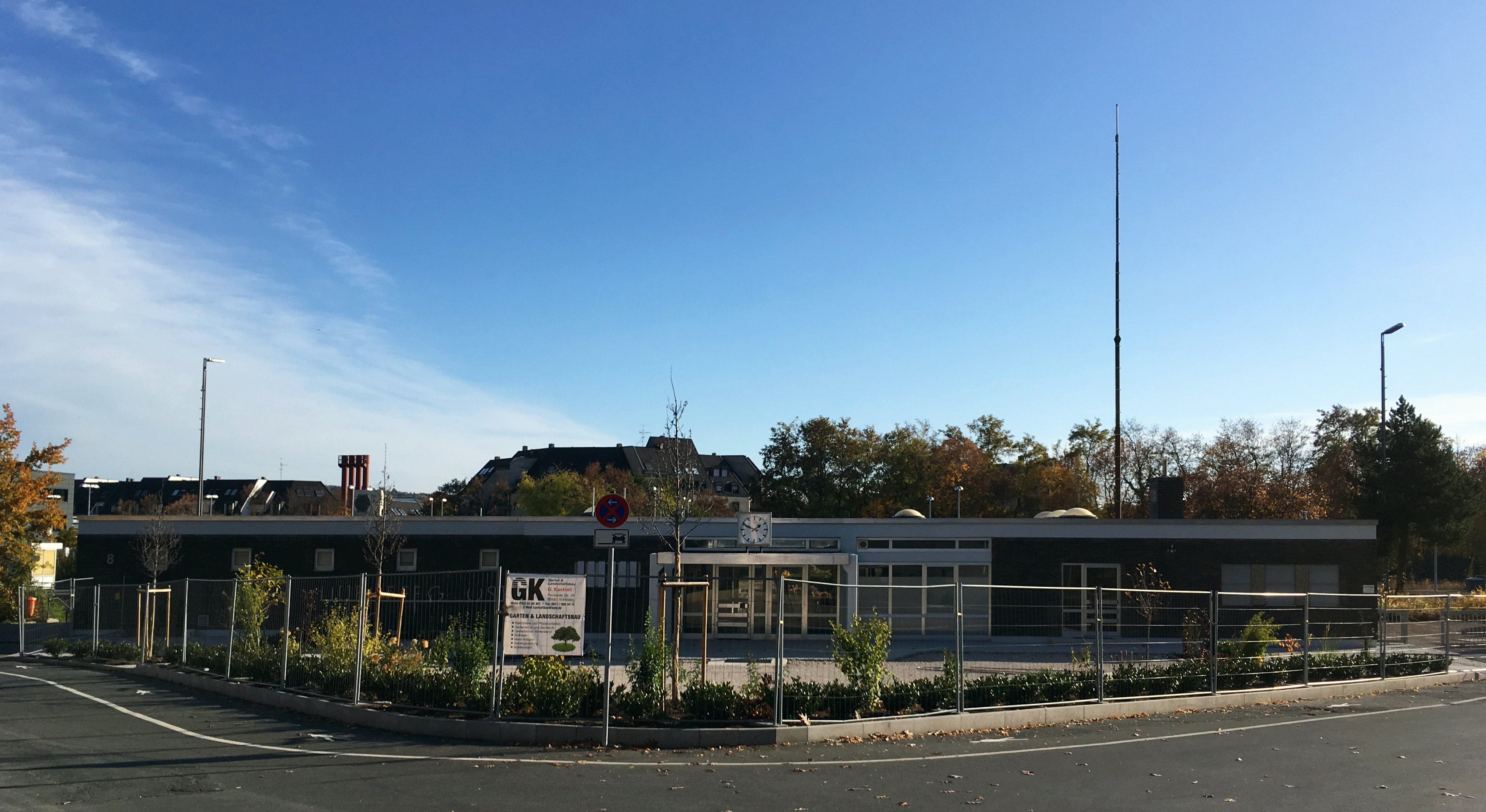
Empfangsgebäude (2018)
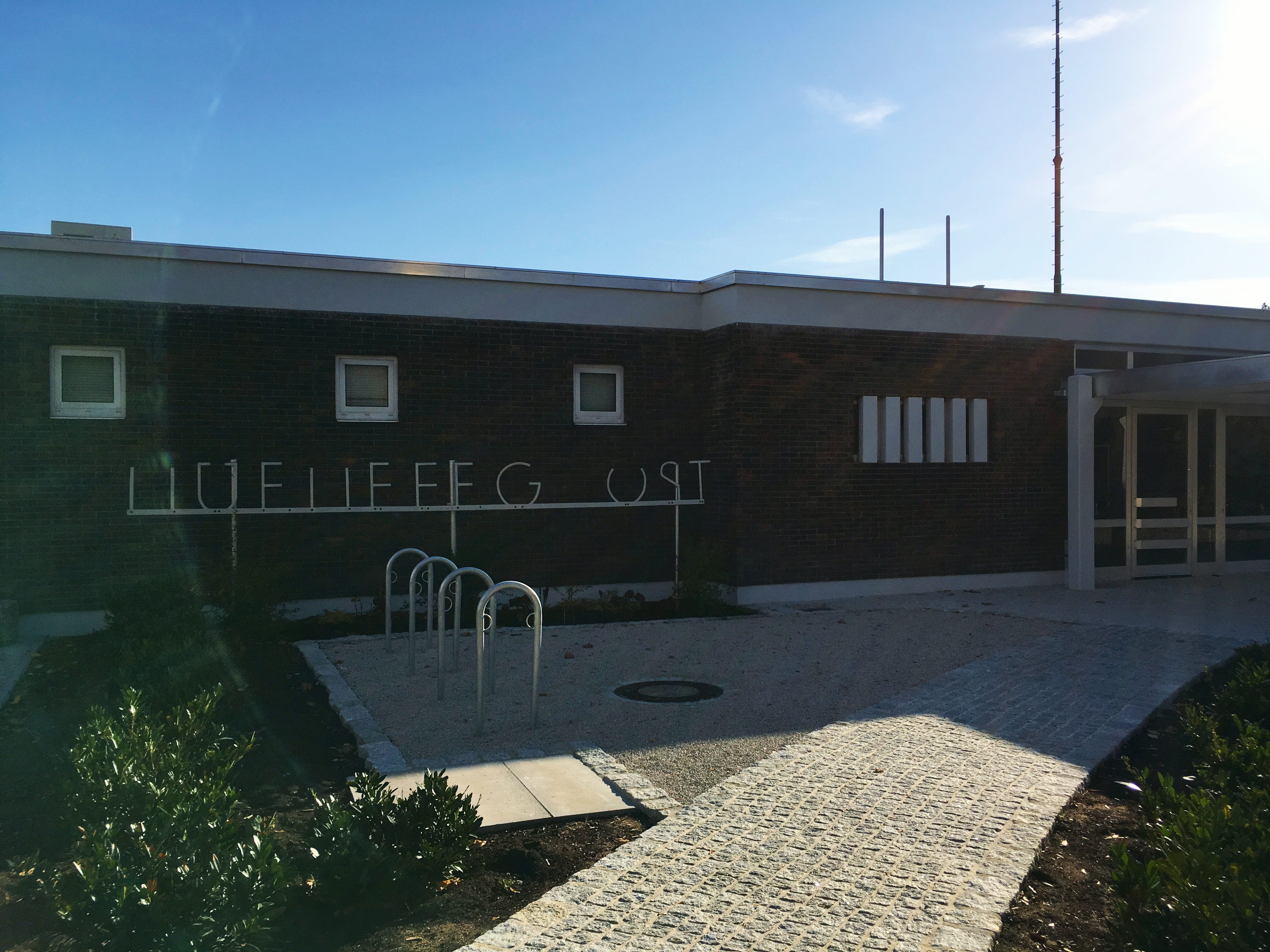
Ehemalige Schrifthalterung (2018)
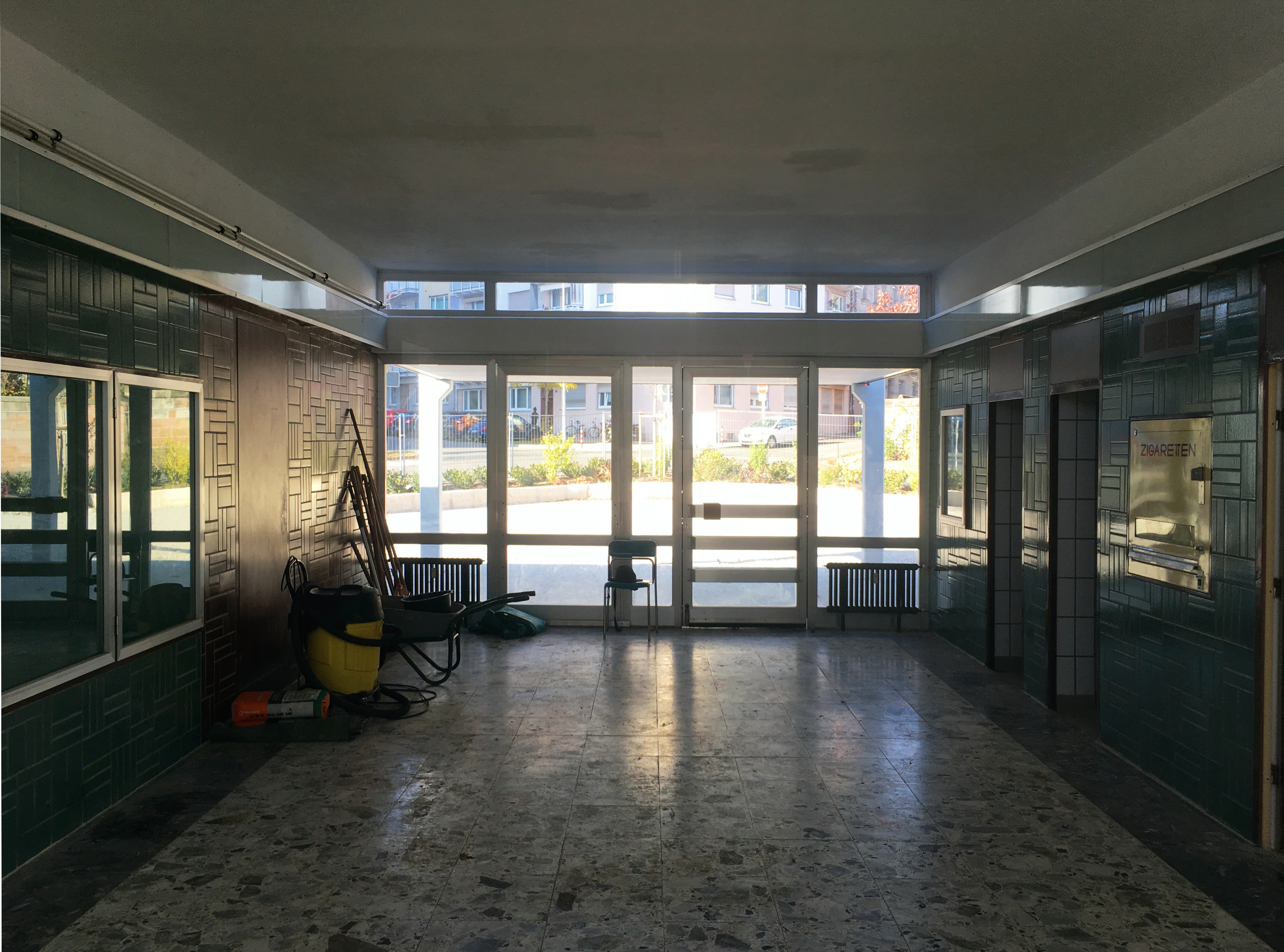
Empfangshalle (2018)
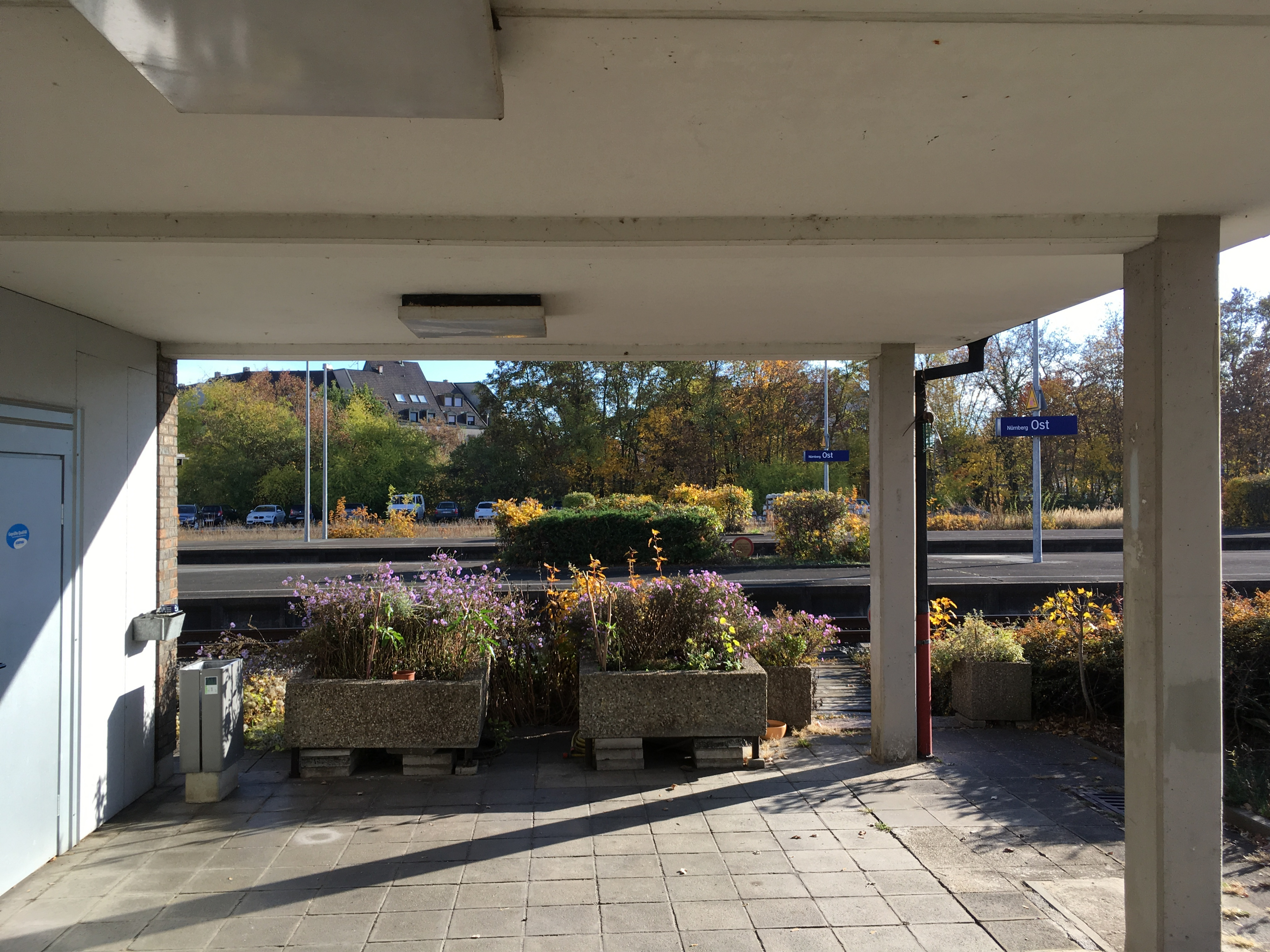
Ausgang zum Hausbahnsteig (2018)
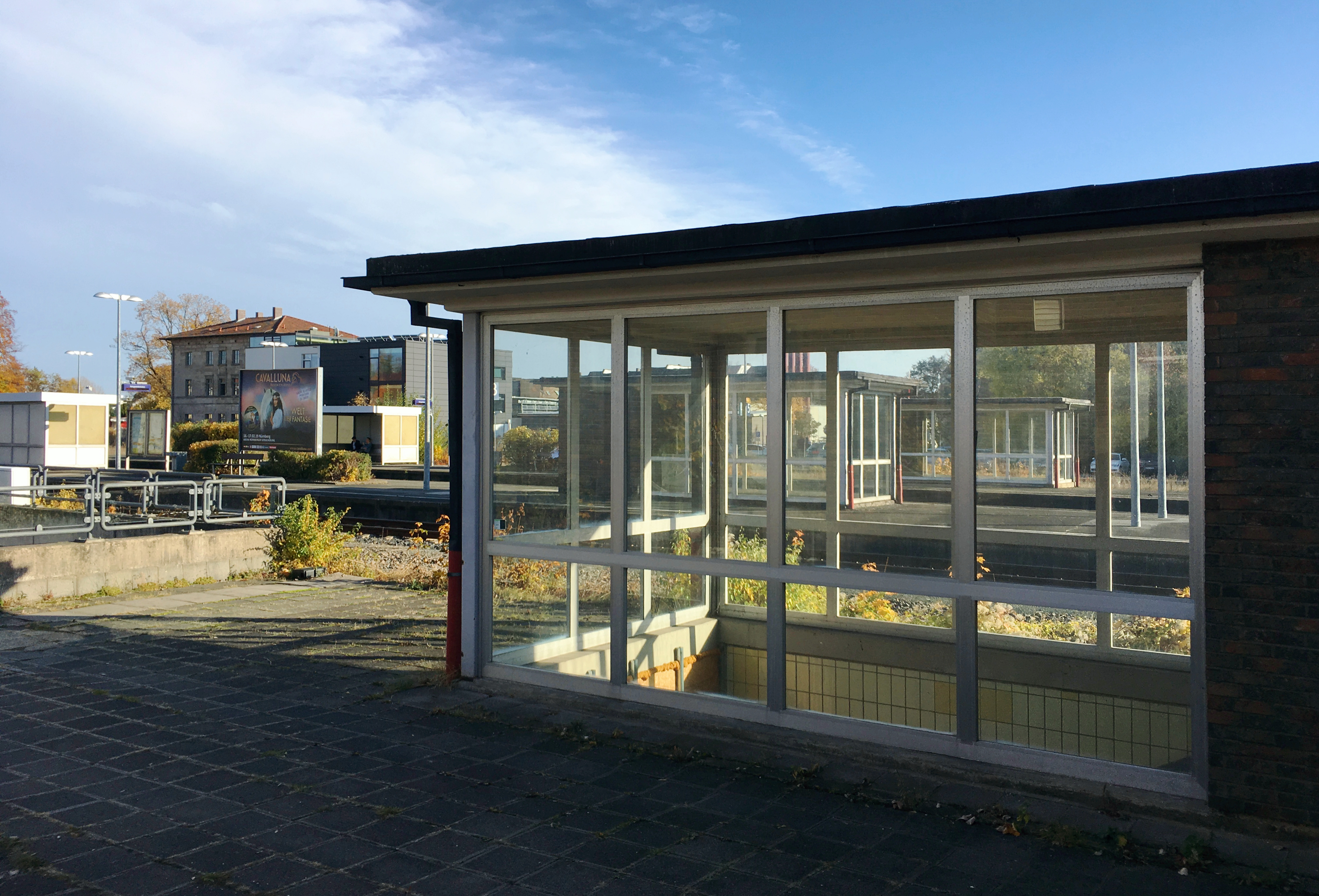
Abgang am Hausbahnsteig (2018)
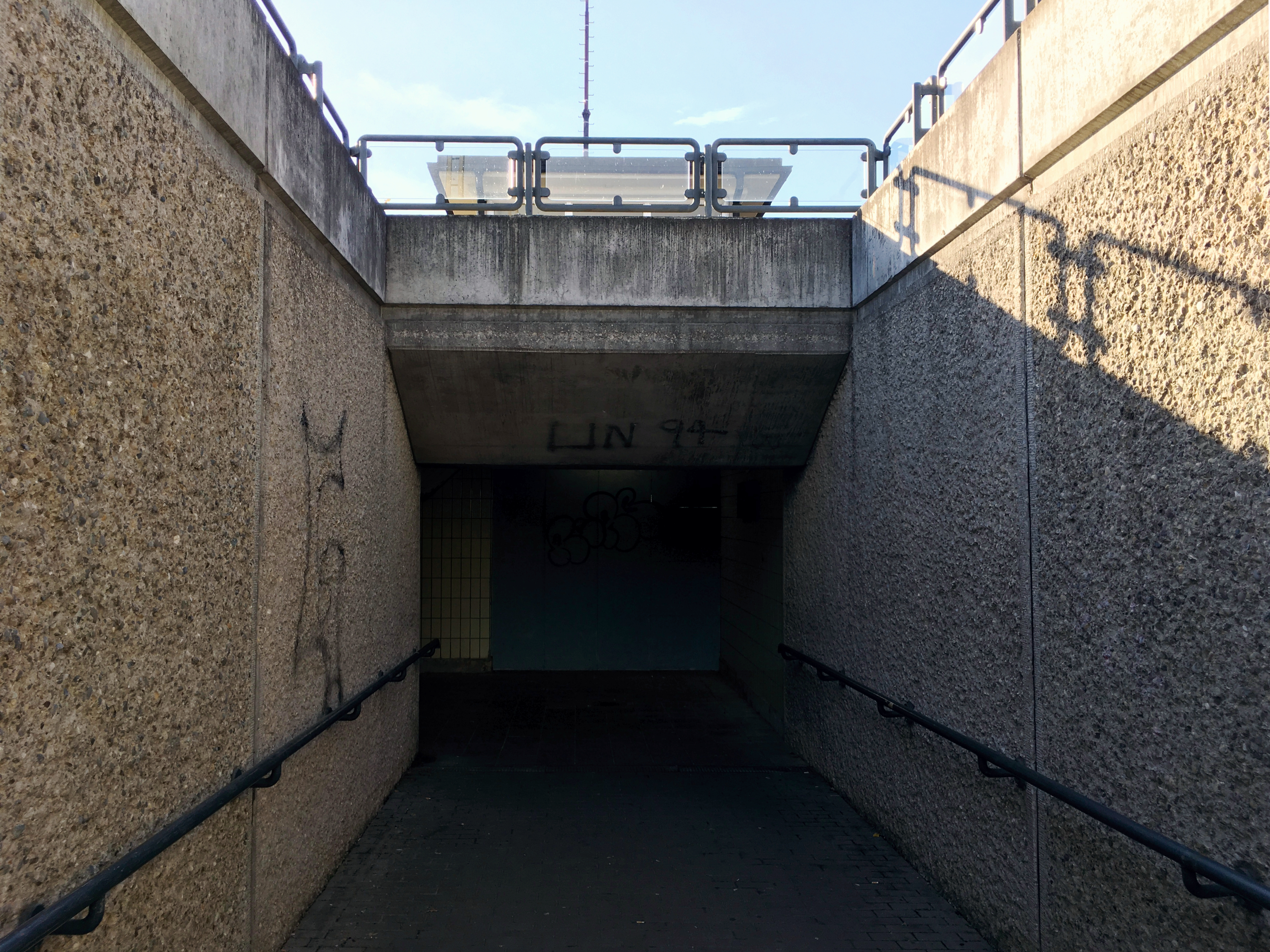
Eingang Unterführung (2018)
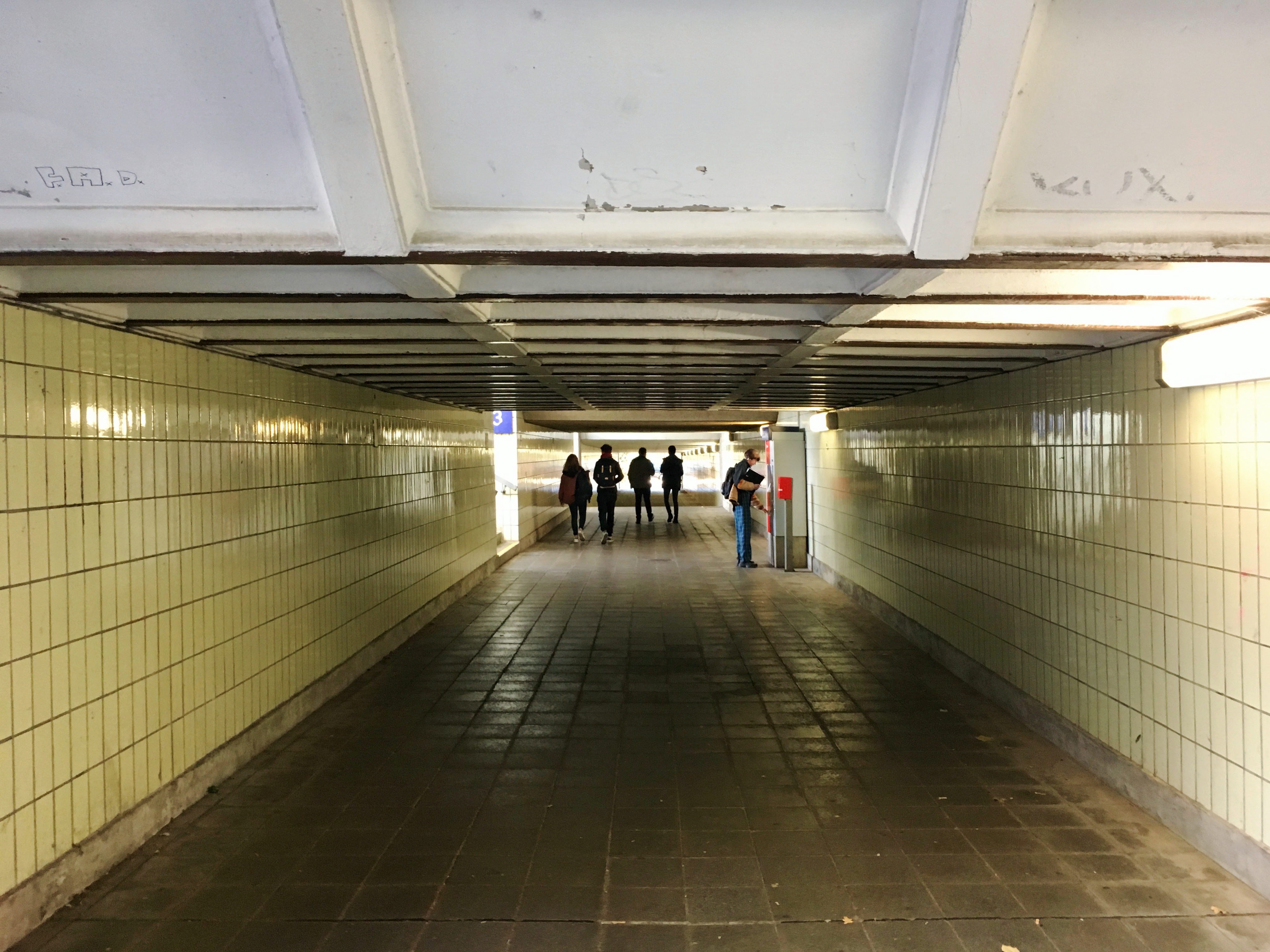
Unterführung Richtung Süden (2018)
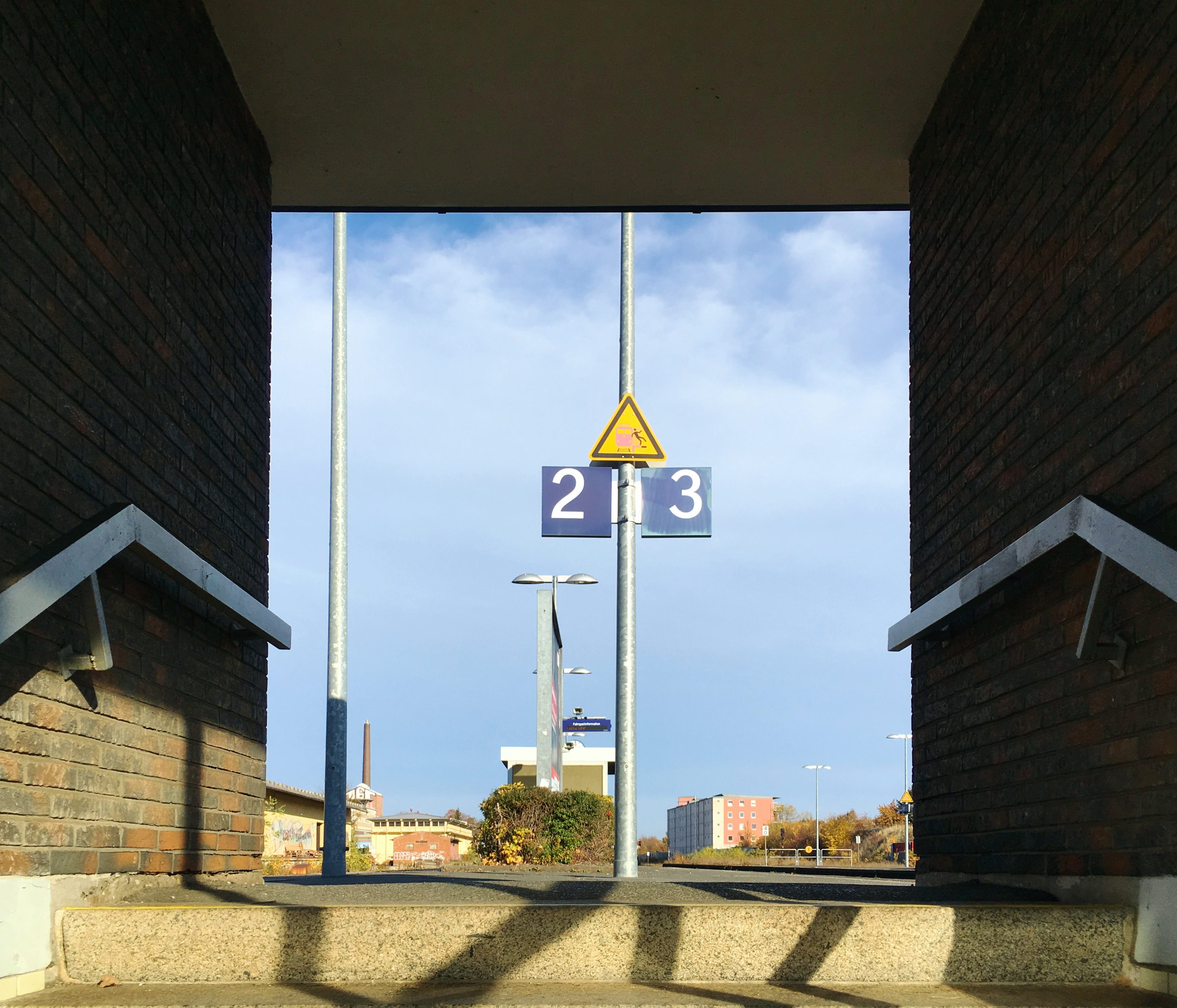
Aufgang Bahnsteig Gleis 2/3 (2018)
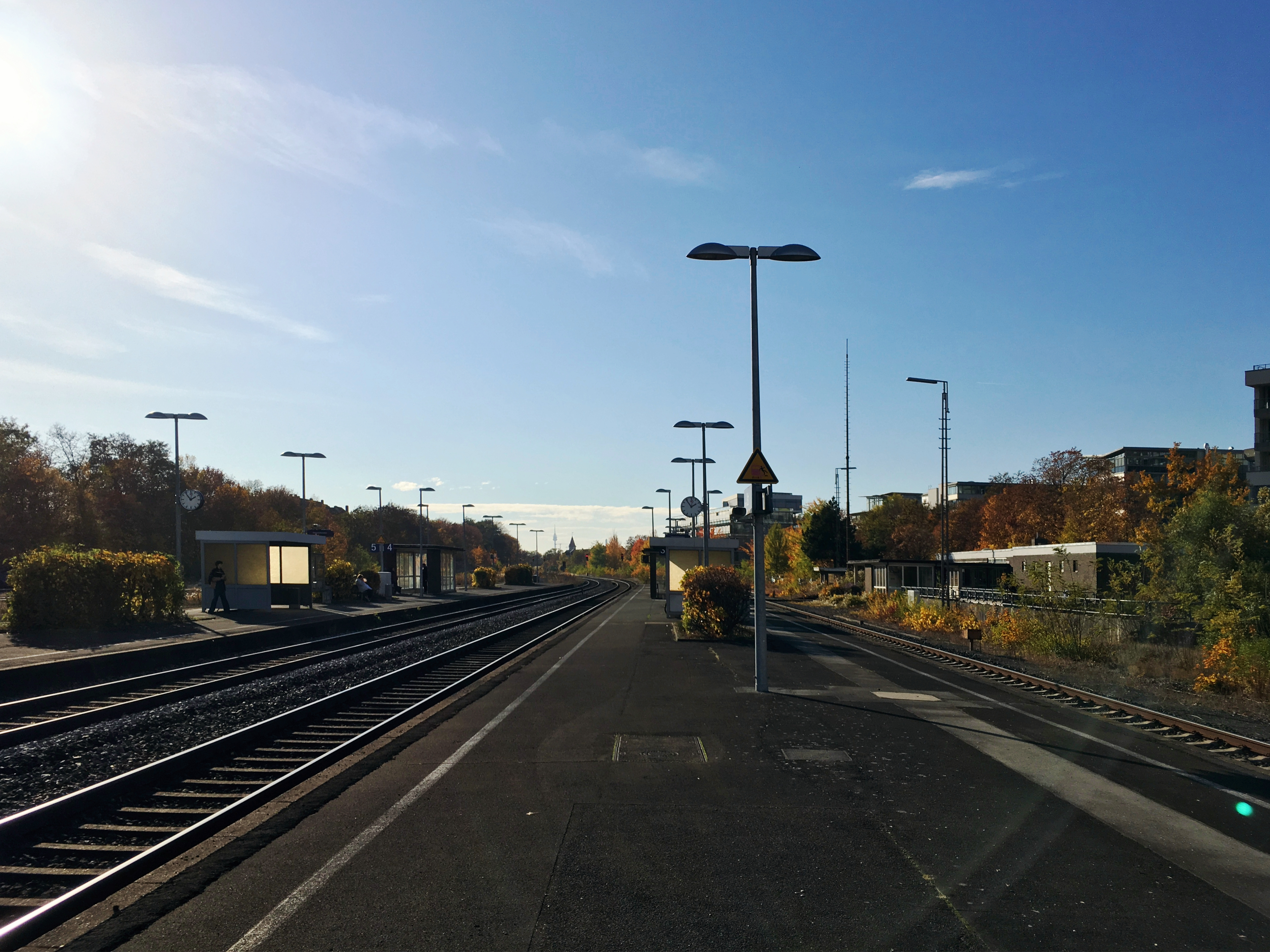
Blick Richtung Westen (2018)
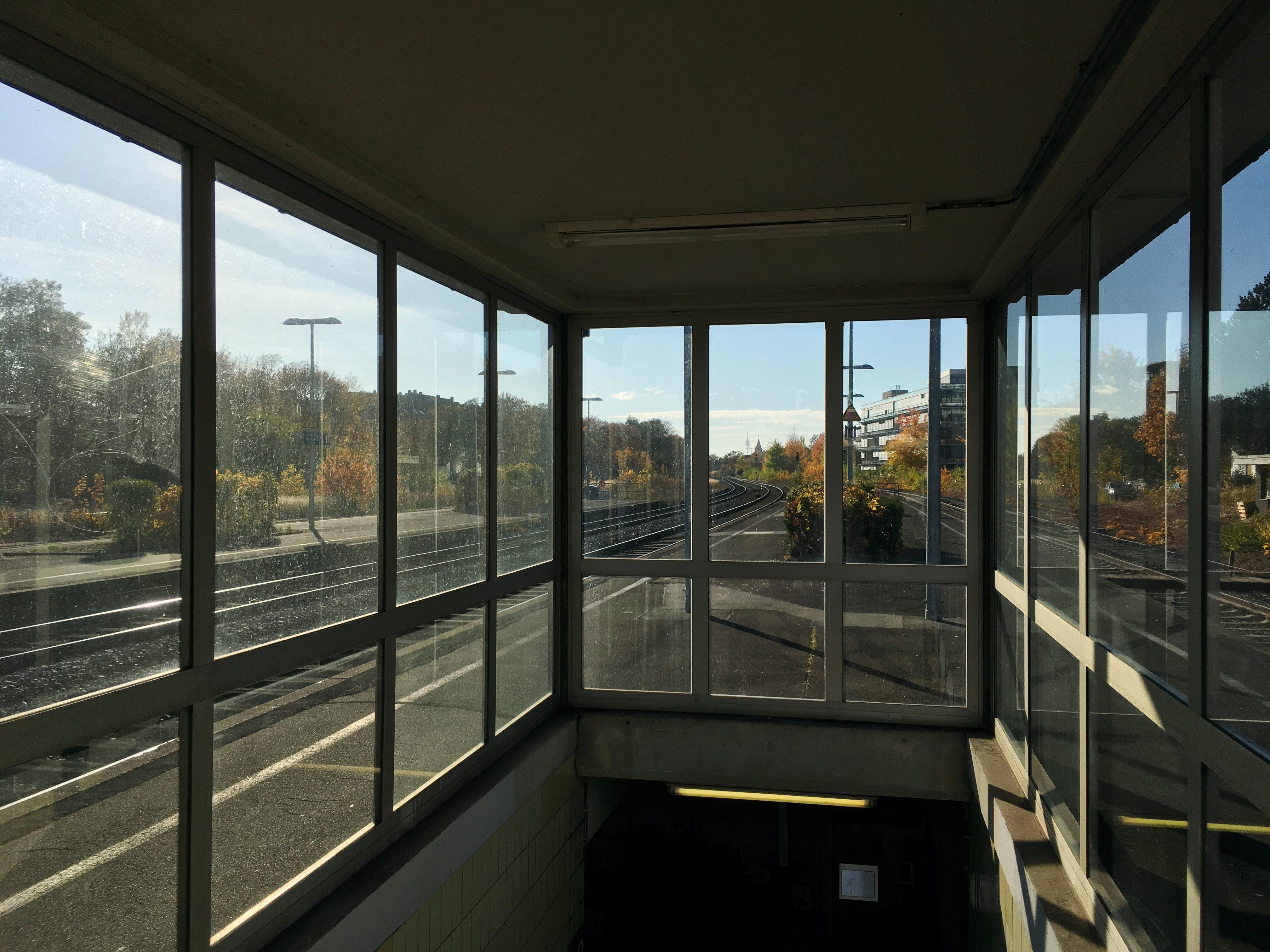
Abgang Bahnsteig Gleis 2/3 (2018)
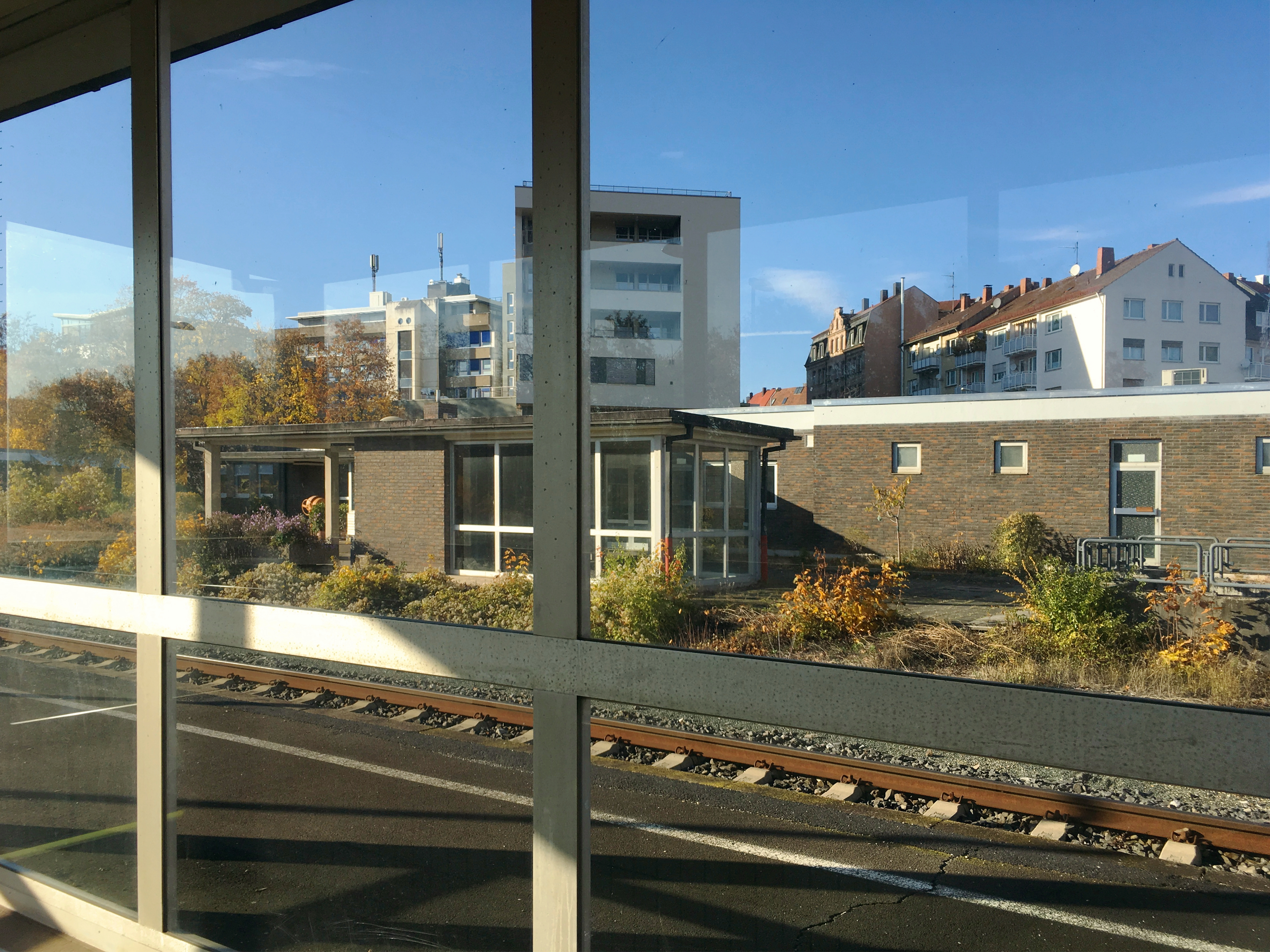
Abgang Bahnsteig Gleis 2/3 (2018)
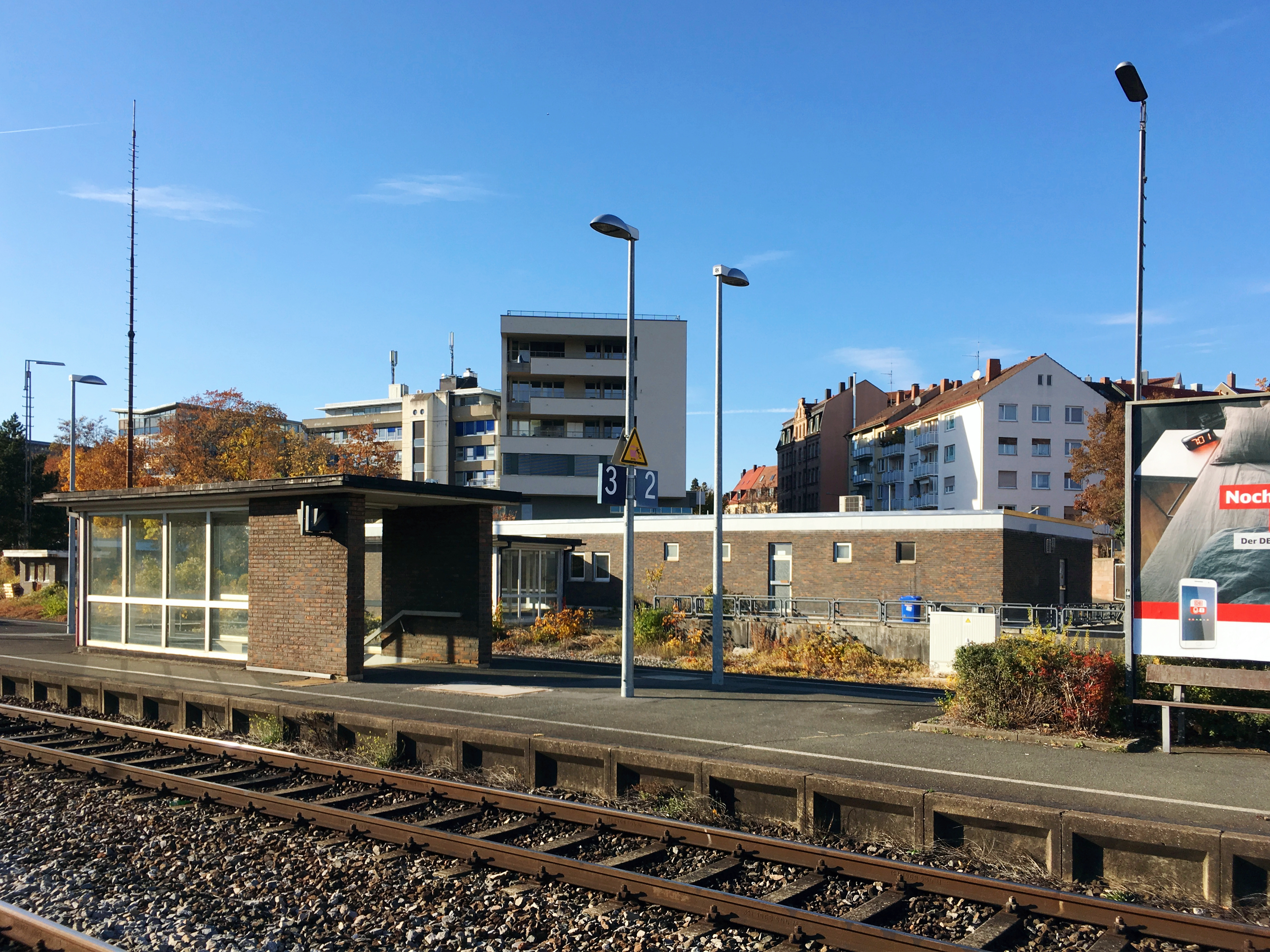
Empfangsgebäude mit Bebauung (2018)
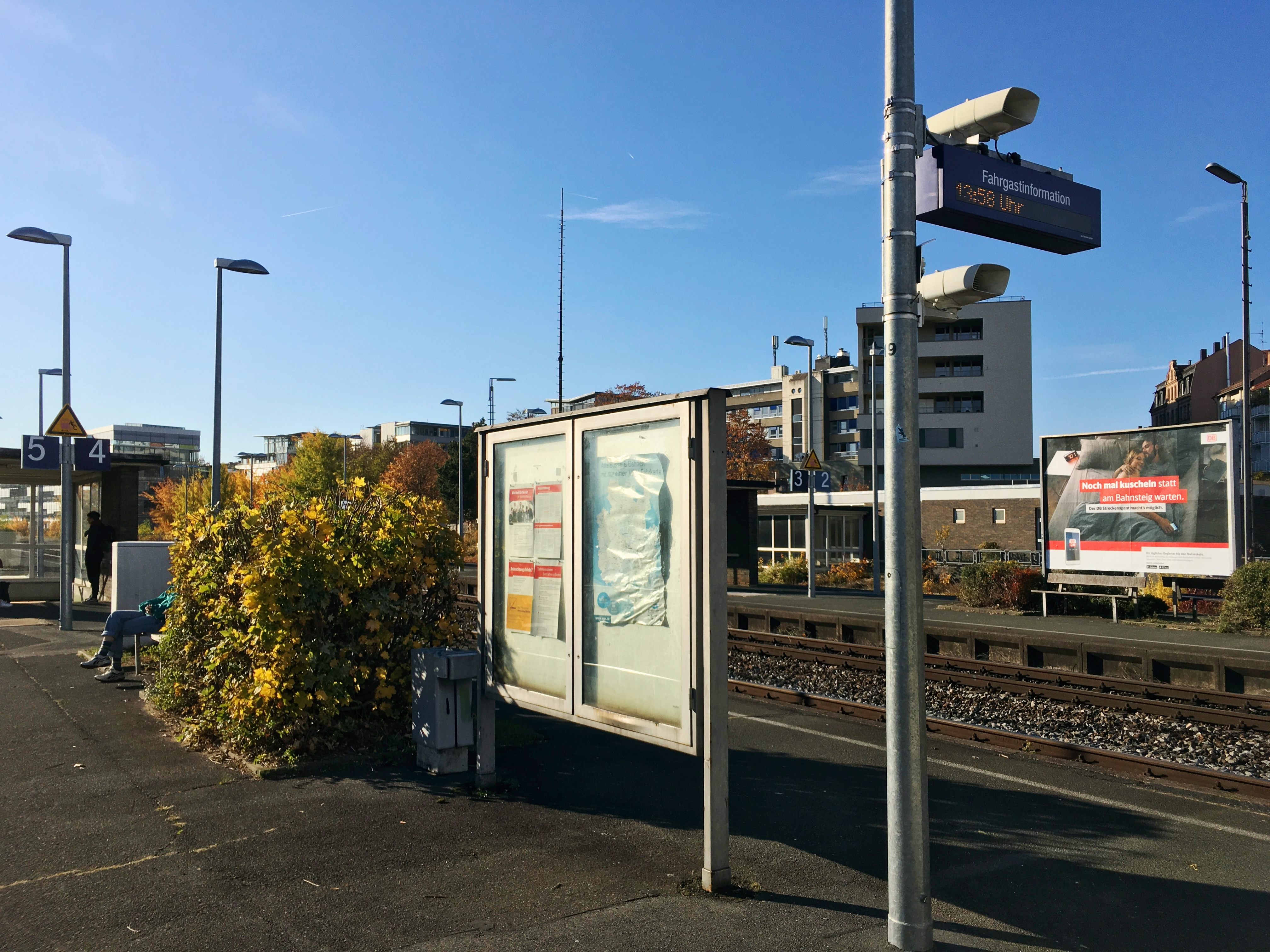
Bahnsteig Gleis 4/5 (2018)